# Comuna Mohnatîn, Cernihiv
Mohnatîn (în ucraineană Мохнатин) este o comună în raionul Cernihiv, regiunea Cernihiv, Ucraina, formată din satele Iuriivka și Mohnatîn (reședința).

## Demografie
Componența lingvistică a comunei Mohnatîn
     Ucraineană (95,77%)
     Rusă (4,23%)
Conform recensământului din 2001, majoritatea populației comunei Mohnatîn era vorbitoare de ucraineană (95,77%), existând în minoritate și vorbitori de rusă (4,23%).